# Joc periculos
Joc periculos (engleză: Dangerous Game, cunoscut și sub numele de Snake Eyes) este un film din 1993 regizat de Abel Ferrara, în care joacă Madonna, Harvey Keitel și James Russo.

## Distribuție
- Harvey Keitel ... Eddie Israel
- Madonna ... Sarah Jennings
- James Russo ... Francis "Frank" Burns
- Nancy Ferrara ... Madlyn Israel
- Reilly Murphy ...Tommy